# Баршатас
Баршата́с (каз. Баршатас) — село у складі Аягозького району Абайської області Казахстану. Адміністративний центр та єдиний населений пункт Баршатаського сільського округу.
Населення — 1474 особи (2021; 2833 у 2009, 3197 у 1999, 3438 у 1989).
Національний склад станом на 1989 рік:
- казахи — 100 %